# Australia Cup 2022

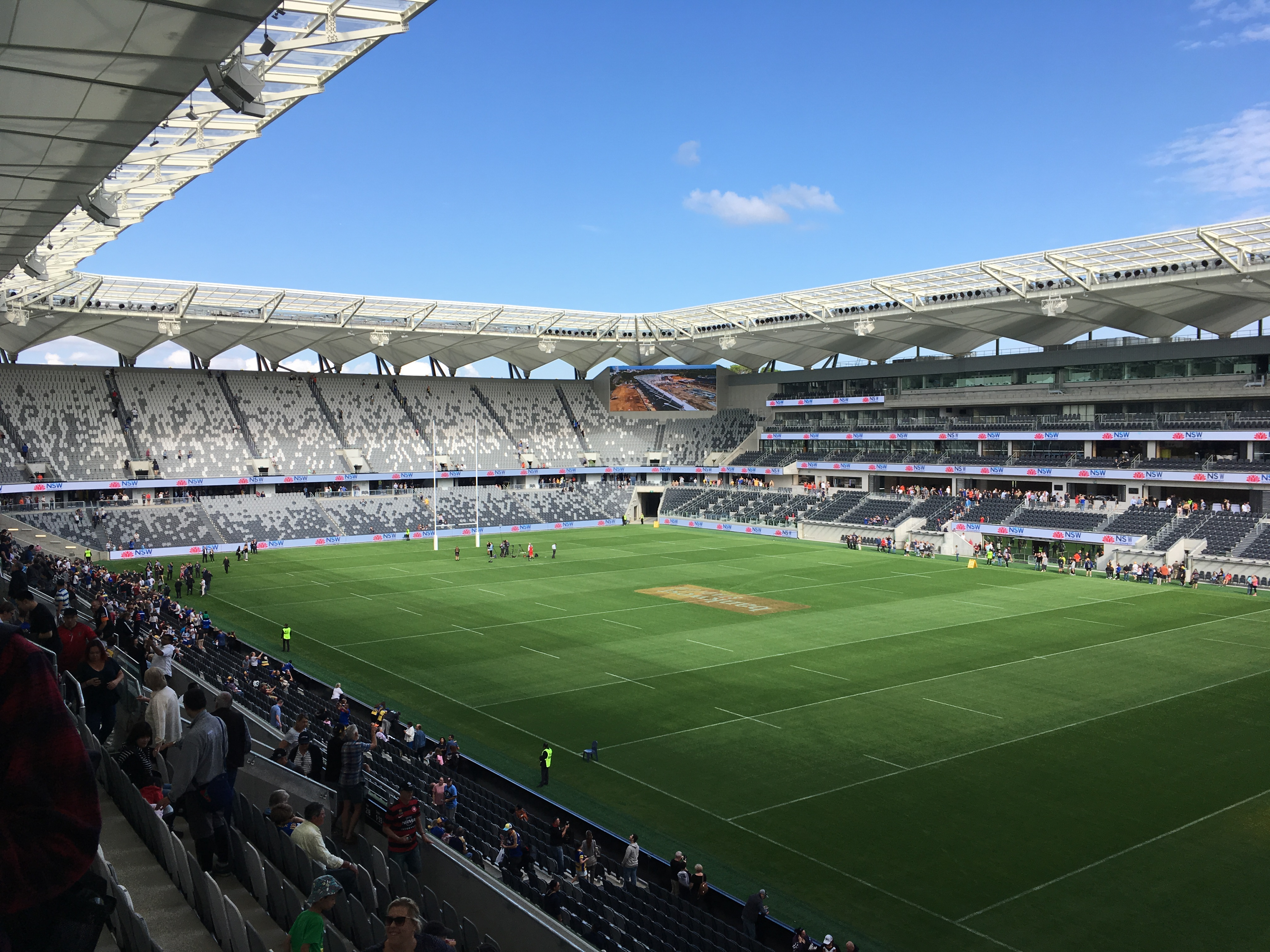
Immagine Australia Cup 2022

L'Australia Cup 2022 è stata la 9ª edizione della coppa australiana di calcio, la 1ª con l'attuale denominazione. La competizione è iniziata il 11 febbraio 2022 ed è terminata il 1º ottobre 2022.
Il Macarthur ha vinto la competizione per la prima volta.

## Squadre partecipanti
Alla fase finale della competizione partecipano 32 squadre: 10 partecipanti alla A-League e 22 squadre provenienti dalle serie inferiori e vincitrici dei turni preliminari.
| A-League | Livello 2 | Livello 3                                                                    | Livello 6        |
| - Adelaide Utd - Brisbane Roar - C.C. Mariners - Macarthur - Melbourne City - Melbourne Victory - Newcastle Jets - Sydney FC - Wellington Phoenix - Western Utd | - Adelaide City - Armadale - Avondale - Bentleigh Greens - Brisbane City - Broadmeadow Magic - Cockburn City - Devonport City - Green Gully - Heidelberg Utd - Logan Lightning - Mindil Aces - Monaro Panthers - Newcastle Olympic - Oakleigh Cannons - Peninsula Power - Sydney Utd 58 | - Bonnyrigg White Eagles - Magpies Crusaders Utd - Modbury Jets - NWS Spirit | - Wollongong Utd |

## Calendario
| Turno                | Date                        | Numero di incontri | Numero di squadre |
| -------------------- | --------------------------- | ------------------ | ----------------- |
| Turni preliminari    | 11 febbraio - 2 luglio 2022 | 718                | 750 → 32          |
| Sedicesimi di finale | 21 luglio - 4 agosto 2022   | 16                 | 32 → 16           |
| Ottavi di finale     | 10-17 agosto 2022           | 8                  | 16 → 8            |
| Quarti di finale     | 27-31 agosto 2022           | 4                  | 8 → 4             |
| Semifinali           | 11-14 settembre 2022        | 2                  | 4 → 2             |
| Finale               | 1º ottobre 2022             | 1                  | 2 → 1             |

## Turni preliminari
I 22 slot riservati alle squadre delle serie inferiori sono assegnati tramite sette turni preliminari, ai quali partecipano un totale di 738 squadre.
| Federazione regionale | Competizione                    | Qualificate ai sedicesimi |
| --------------------- | ------------------------------- | ------------------------- |
| Capital Football      | Capital Football Federation Cup | 1                         |
| Football NSW          | Waratah Cup                     | 4                         |
| NNSWF                 | NNSWF State Cup                 | 2                         |
| FNT                   | NT FFA Cup                      | 1                         |
| Football Queensland   | Kappa Queensland Cup            | 4                         |
| FSA                   | SA Federation Cup               | 2                         |
| Football Tasmania     | Milan Lakoseljac Cup            | 1                         |
| Football Victoria     | Dockerty Cup                    | 5                         |
| Football West         | State Cup                       | 2                         |

## Sedicesimi di finale
Il sorteggio per i sedicesimi di finale si è tenuto il 29 giugno 2022. La squadra della divisione più bassa è il Wollongong Utd, unico club di sesta divisione presente in questa fase.
| Squadra 1              | Risultato       | Squadra 2          |
| ---------------------- | --------------- | ------------------ |
| 21 luglio 2022         |                 |                    |
| Bentleigh Greens       | 2 - 1 (dts)     | Broadmeadow Magic  |
| Bonnyrigg White Eagles | 0 - 5           | Oakleigh Cannons   |
| Mindil Aces            | 0 - 6           | Avondale           |
| Armadale               | 2 - 5           | Modbury Jets       |
| 27 luglio 2022         |                 |                    |
| Heidelberg Utd         | 1 - 3           | Brisbane Roar      |
| Brisbane City          | 3 - 1           | Cockburn City      |
| Adelaide City          | 1 - 0           | Logan Lightning    |
| Wollongong Utd         | 2 - 3           | Green Gully        |
| 30 luglio 2022         |                 |                    |
| Magpies Crusaders Utd  | 0 - 6           | Macarthur          |
| Newcastle Jets         | 0 - 2           | Adelaide Utd       |
| 31 luglio 2022         |                 |                    |
| Sydney FC              | 3 - 3 (3-1 dtr) | C.C. Mariners      |
| 2 agosto 2022          |                 |                    |
| Newcastle Olympic      | 0 - 1           | Melbourne City     |
| 3 agosto 2022          |                 |                    |
| Peninsula Power        | 4 - 1           | NWS Spirit         |
| Devonport City         | 0 - 4           | Wellington Phoenix |
| Sydney Utd 58          | 3 - 0           | Monaro Panthers    |
| Western Utd            | 2 - 1           | Melbourne Victory  |

## Ottavi di finale
| Squadra 1        | Risultato       | Squadra 2          |
| ---------------- | --------------- | ------------------ |
| 10 agosto 2022   |                 |                    |
| Modbury Jets     | 0 - 4           | Macarthur          |
| Bentleigh Greens | 1 - 2           | Sydney FC          |
| 14 agosto 2022   |                 |                    |
| Sydney Utd 58    | 1 - 1 (4-3 dtr) | Western Utd        |
| Peninsula Power  | 2 - 1           | Green Gully        |
| 17 agosto 2022   |                 |                    |
| Adelaide City    | 2 - 2 (1-4 dtr) | Adelaide Utd       |
| Melbourne City   | 1 - 2           | Wellington Phoenix |
| Oakleigh Cannons | 5 - 3 (dts)     | Brisbane City      |
| Avondale         | 2 - 2 (1-4 dtr) | Brisbane Roar      |

## Quarti di finale
| Squadra 1        | Risultato | Squadra 2          |
| ---------------- | --------- | ------------------ |
| 28 agosto 2022   |           |                    |
| Peninsula Power  | 0 - 1     | Sydney Utd 58      |
| 31 agosto 2022   |           |                    |
| Oakleigh Cannons | 2 - 1     | Sydney FC          |
| Adelaide Utd     | 1 - 2     | Brisbane Roar      |
| Macarthur        | 2 - 0     | Wellington Phoenix |

## Semifinali
| Squadra 1         | Risultato   | Squadra 2     |
| ----------------- | ----------- | ------------- |
| 11 settembre 2022 |             |               |
| Sydney Utd 58     | 3 - 2 (dts) | Brisbane Roar |
| 14 settembre 2022 |             |               |
| Oakleigh Cannons  | 2 - 5       | Macarthur     |

## Finale
| Arbitro: | D. Elder |

|  |           |                      |
|  | Marcatori | Toure 32’ Dávila 90’ |